# Großer Wostevitzer Teich
Der Große Wostevitzer Teich oder auch Große Wostevitzer See liegt auf der Halbinsel Jasmund der Insel Rügen zirka sieben Kilometer südwestlich von Sassnitz und zirka zwei Kilometer von der Ostseeküste entfernt. Der See liegt zusammen mit dem Kleinen Wostevitzer Teich in einer sumpfigen Senke südlich des Fährbahnhofes Mukran. Er befindet sich vollständig auf dem Stadtgebiet von Sassnitz. Der See ist 1,7 Kilometer lang und bis zu 690 Meter breit. Er bildet zusammen mit dem Kleinen Wostevitzer Teich und deren Umgebung das 322 Hektar große Naturschutzgebiet Wostevitzer Teiche. Die Höhen in der Umgebung des Sees erreichen mit dem Galgenberg im Süden bis zu 33 Meter. In der Nähe des Westufers verlaufen die Bahnstrecke Stralsund–Sassnitz und die Bundesstraße 96.
Die Wostevitzer Teiche befinden sich in einer Grundmoränenlandschaft, die während des jüngsten Eisvorstoßes der Weichseleiszeit geformt wurde. Es wird davon ausgegangen, dass die Seen in einem Toteisrestfeld entstanden. Die sehr flachen und polytrophen Seen, die über den Saiser Bach in die Ostsee entwässern, standen nie direkt als Bucht mit dem Meer in Verbindung. Laut Schwedischer Matrikelkarte von 1695 war das heutige Schutzgebiet noch weitgehend waldfrei. Bis zum 20. Jahrhundert waren die Ufer vollständig von Bruchwald bewachsen und es breiteten sich Verlandungsröhrichte aus. Letztere wurden seit den 1970er Jahren durch die Einleitung von Gülle zerstört, bis zum Ende der 1980er Jahre betrug die Sichttiefe in den Seen nur noch 10 bis 20 Zentimeter. Daraufhin wurde die Fischerei aufgegeben.